# Język staroperski
Język staroperski – wymarły język irański, wraz z awestyjskim i medyjskim, używany w okresie staroirańskim. 
Korpus języka staroperskiego zawiera głównie napisy na glinianych tabliczkach z Persji z okresu od ok. 600 p.n.e. do 300 p.n.e. Zapiski w języku staroperskim znalezione zostały również w dzisiejszym Iraku, Turcji i Egipcie. Najważniejszym z nich jest inskrypcja z Behistun.
Nie wiadomo, kiedy dokładnie zaczęto posługiwać się staroperskim. Zgodnie z założeniami historyków, językiem staroperskim posługiwało się plemię Parsuwaszy, które na początku pierwszego tysiąclecia p.n.e. dotarło na Płaskowyż Irański, a następnie przemieściło się na teren obecnej prowincji Fars. Język ten stał się oficjalnym językiem dynastii Achemenidów. Źródła asyryjskie z IX wieku p.n.e., choć stanowią najwcześniejszą dokumentację perskiej i medyjskiej obecności na Płaskowyżu Irańskim i dostarczają wiele informacji nt. chronologii, przedstawiają jednak rozmieszczenie geograficzne starożytnych Persów jedynie ogólnikowo. Gdy Parsuwasze pojawiają się po raz pierwszy w dokumentach z czasów Salmanasara III, umiejscowieni są w okolicach jeziora Urmia. Dokładna tożsamość plemienia Parsuwaszy nie została jeszcze określona, ale z lingwistycznego punktu widzenia wyraz ten odpowiada staroperskiemu wyrazowi pārsa, wywodzącemu się z wcześniejszego *pārćwa. Ponieważ staroperski zawiera wiele zapożyczeń z innego staroirańskiego języka, medyjskiego, jest prawdopodobne że staroperskim posługiwano się przed czasami Achemenidów i przez większość pierwszej połowy pierwszego tysiąclecia p.n.e.

## Porównanie z nowoperskim[potrzebnyprzypis]
| Indoirański     | Staroperski | Średnioperski | Nowoperski       | Polski            |
| --------------- | ----------- | ------------- | ---------------- | ----------------- |
| *asuras mazdhās | Ahura mazda | Ohrmazd       | Ormazd اورمزد    | Ahura Mazda       |
| *aśwas          | aspa        | asp           | asb اسب/asp اسپ  | koń               |
| *kāma           | kāma        | kām           | kâm کام          | pożytek           |
| *daiwas         | daiva       | dēw           | div دیو          | dziwo, demon      |
|                 | drayah      | drayā         | daryâ دریا       | morze             |
| *źhasta-        | dasta       | dastag        | dast دست         | ręka              |
| *bhāgī          | bādzi       | bādz          | bâj باج/ bâž باژ | bogactwo          |
| *bhrātr-        | brātar      | brâdar        | barâdar برادر    | brat              |
| *bhūmiš         | būmi        | būm           | bum بوم          | region, kraina    |
| *martya         | martiya     | mard          | mard مرد         | mężczyzna         |
| *māsa           | māha        | māh           | mâh ماه          | miesiąc, księżyc  |
| *vāsara         | vāhara      | wahār         | bahâr بهار       | wiosna            |
|                 | stūnā       | stūn          | sotun ستون       | podstawa, kolumna |
|                 | šijāta      | šād           | šâd شاد          | szczęśliwy        |
| *ṛtam           | arta        | ard           | ord ارد          | porządek, prawda  |
| *drauźh-        | drudz       | drugh         | doruɣ دروغ       | kłamstwo          |